# 一个国家的诞生 (2016年电影)
是一部2016年内特·帕克自编自导自演的美国历史剧情片，其他演员有艾米·漢默、雅佳·娜歐蜜·金、傑基·厄爾·哈利、Penelope Ann Miller和蓋柏莉·尤恩。电影于2016年1月25日在圣丹斯影展上首映后获得观众奖和评审团奖，福克斯探照灯影业以1750万美元取得影片的全球发行权，美国于2016年10月7日公映。

## 剧情
讲述1831年非裔美国奴隶奈特·杜纳领导的奴隶暴动事件。
Nat Turner在還是小童時就已經有機會讀書，好讓他可以讀聖經，以便他長大後向其他奴隸傳道。之後Turner的主人帶着他到全國各地傳教，而Turner的主人就借機牟利。在路上，Turner看見各種形式的奴役，使他決意要當一個不一樣的領袖。

## 演員
- 內特·帕克 - 奈特·杜纳[4]
- 艾米·漢默 - Samuel Turner[4]
- Mark Boone Junior - Rev. Walthall[4]
- Colman Domingo - Hark Turner[4]
- 安潔紐·艾莉絲 - Nancy Turner[4]
- Dwight Henry[4]
- 雅佳·娜歐蜜·金 - Cherry[4]
- Esther Scott - Bridget Turner[4]
- Roger Guenveur Smith - Isaiah[4]
- 蓋柏莉·尤恩 - Esther[4]
- Penelope Ann Miller - Elizabeth Turner[4]
- 傑基·厄爾·哈利 - Raymond Cobb[4]
- Tony Espinosa - young Nat[4]
- Jayson Warner Smith - Hank Fowler[4]
- Jason Stuart - Joseph Randall[4]

## 制作
内特·帕克是从奧克拉荷馬大學的课上学习了解到奈特·杜纳的历史事迹的，他自2009年开始创作剧本。影片预算为1000万美元，2015年5月在乔治亚州开拍，共拍摄了27天。

## 发行
影片在圣丹斯影展上首映后，获得了很好的口碑。

## 反響
爛番茄新鮮度73%，Metacritic得分68，正面評價居多。